# Adobe Illustrator
Adobe Illustrator je nástroj pro tvorbu vektorové grafiky vyvinutý firmou Adobe Inc v roce 1987. Vektorové objekty se skládají z křivek a čárek, které jsou zadané matematickými vzorky (každý objekt vytvořený v Illustatoru může být popsán matematickými souřadnicemi). Proto objekty v Illustatoru lze upravovat bez ztráty detailů či kvality. V Adobe Illustrator lze vytvářet loga, bannery, nadpisy, písma, ilustrace a mnoho dalších.

## Historie
První verze Adobe Illustator byla veřejné vydaná 19. března 1987 a byla vyvinuta pro Mac OS. V roku 1989 byla vydána první verze softwaru pro Windows.
Funkčnost a jednoduchost Illustratoru vychází z volby Bézierovy křivky jako jejího základního prvku. Upravená křivka se používá k popisu přímky, kružnice nebo oblouku kružnice. Kromě toho si společnost Adobe vybrala jako svůj nativní formát dokumentu PostScript, což umožnilo tisknout soubor zasláním přímo do tiskárny. Vzhledem k tomu, že PostScript je otevřený a dokumentovaný formát, mohli vydavatelé třetích stran snadno vyvíjet aplikace, které by mohly číst a vytvářet dokumenty ve formátu Illustratoru.

## Funkce
Práce s geometrickými tvary.
V Adobe Illustator lze vytvářet geometrické tvary pomoci základních nástrojů programu. Kombinováním a úpravou jednoduchých geometrických tvaru uživatel dokáže vytvořit vlastní ilustraci a další tvorby. rový[ujasnit] obrázek do vektoru a poté s tím bude možné provádět jakékoli grafické úpravy. 
Trasování rastrové grafiky.
Pomoci algoritmů Adobe Illustrator lze převádět rastrové obrázky do vektorové grafiky.
 
Vektorizace rastrové grafiky se v praxi používá například pro snadnější manipulaci s podklady pro grafickou tvorbu, pro převod ruční kresby do digitálního prostoru nebo pro převod rastrového obrázků původně vytvořeného z vektorů zpátky do vektorového formátu pro další úpravy nebo změnu velikosti. V praxi se stává, že klient dodá podklady ve formátu rastrového obrázku a bude chtít, aby mu grafik provedl pár drobných změn, jako je například změna barev loga. Vektorizace umožní grafikovi za pár kliku převést rastrový obrázek do vektoru a poté s tím bude možné provádět jakékoli grafické úpravy. 
 
Tento nastroj se nachází v hlavním menu: Objekt (Object) > Vektorizace obrazu (Image trase) > Vektorizovat (Make)
 
Pomoci vektorizace lze v ilustratoru vytvářet černobílé a barevné vektory. Pro nastavení barev je nutno tento nastroj otevřít pomoci panelu nástrojů: Okno (Window) > Vektorizace obrazu (Image Trase)  
Práce s kreslicími plátny.
Kreslicí plátna v Adobe Ilustrator je podoba fyzickému papíru. Buď můžete vše kreslit na plátně a nebo mít každou tvorbu zvlášť. Pomocí kreslicích pláten je vhodné vytvářet bannery pro web v různých velikostech, prezentace nebo návrhy tvoreb pro tisk. Při exportu nebo ukládání souboru musíte vybrat “použit montážní plochy” a určit rozsah. V jednom souboru lze mít až 1000 kreslicích pláten. 
Převod textu na křivky.
Jakýkoli text v aplikaci Adobe Illustrator lze přeložit do křivek. To umožní pracovat s textem jako s vektorovým tvarem. Lze pak měnit tvar písmen a provádět libovolné úpravy. Třeba vytvořit logo nebo kreativní nápis.

### Cestář (angl. Pathfinder)
Pomoci panelu Cestář (angl. Panel Pathfinder) lze vytvářet nové geometrické tvary z kombinace základních nebo již vytvořených objektů. Tento nástroj dokáže spojovat objekty, ořezávat, dělit a mnoho dalších funkcí.
 
Jednotlivé nástroje v panelu Cestář můžete aplikovat na jakoukoli kombinaci objektů, skupin a vrstev. Úpravy jsou destruktivní.
Panel Cestář
V horní části panelu Cestář se nachází 4 režimy tvarů (Shape Mode):
- Přidat do oblasti tvaru / sjednotit (Unite)

Sloučí všechny vybrané tvary do jednoho tvaru.
- Odečíst od oblasti tvaru / minus přední (Minus Front)

Odečte horní objekty od objektu nejvíce vzadu. Odstraní skryté části objektů.
- Průnikové oblasti tvaru (Intersect)

Vytvoří nový tvar z oblasti, kde se vybrané objekty překrývají.
- Vyloučit překrývající se oblasti tvarů (Exclude)

Smažou se všechny oblasti, kde se objekty vzájemně překrývají a zbyde jen nepřekrývající se oblast.
 
Dolní řádek na panelu obsahuje tzv. efekty (Pathfinders):
- Rozdělit (Divide)

Rozdělí veškeré vybrané objekty na jednotlivé plochy tam, kde se protínají. Neodstraňuje části objektu, které není vidět. Barva původních objektů se zachovává.
- Řezat (Trim)

Odstraní všechny tahy a skryté části objektu. Neslučuje části objektů, když mají stejnou barvu.
- Sloučit (Merge)

Odstraní všechny tahy a skryté části objektu. Slučuje protínající se a překrývající se objekty, vyplněné stejnou barvou.
- Oříznout (Crop)

Odstraní všechny tahy. Zachová pouze ty části objektů, které se překrývají s objektem, co je nejvíce vpředu ze všech vybraných. Nejvyšší objekt slouží pouze pro určení hranic výsledného tvaru.
- Obrys (Outline)

Odstraní výplň, přidá tah, rozdělí všechny cesty do mnoha segmentů tam, kde se objekty protínají. Tento nástroj se hodně používá pro technické účely v polygrafickém průmyslu k provádění trappingu. Pro běžného uživatele bude lepší využít kombinaci jednoho z výše zmíněných nástrojů a pak nástrojů Výplň a Tah (Film & Stroke).
- Odečíst zadní (Minus Back)

Odečte zadní objekty od objektu nejvíce vpředu. Odstraní skryté části objektů.
 
Hlavní technický rozdíl mezi režimy tvaru a efekty je v tom, že režimy tvaru vytvářejí jeden objekt nebo skupinu objektu jedné barvy, zatímco efekty zachovávají barvy původních tvarů.
 
Není jasno, proč jsou tyto nástroje byly rozdělené do dvou kategorii pravě takto.
Například režim Minus Front a Minus Back jsou si velmi podobné, ale nacházejí se v různých sekcích.

## Formát
Adobe Illustartor Artwork je proprietární vektorový formát pro ukládání grafických informací, který byl vyvinutý společností Adobe Systems pro poskytování jednostránkových vektorových obrázků ve formátech .eps anebo .pdf. Při ukládaní v aplikaci Adobe Ilustrátor je souboru přiřazena přípona .ai. Formát AI je v podstatě formát PGF, jehož kompatibilita s PDF se dosáhne vložením úplné kopie dat PGF do souboru PDF. Stejný dvojitý přístup se používá při ukládání souborů kompatibilních s EPS v nejnovějších verzích aplikace Illustrator.
V Illustatoru lze ukládat projekty v 6 formátech:
- Adobe Illustrator (ai)
- Adobe PDF (pdf)
- Illustrator EPS (eps)(lze ukládat montážní plochy zvlášť)
- Illustrator Template (ait)
- SVG (svg) (lze ukládat montážní plochy zvlášť)
- SVG Compressed (svgz) (lze ukládat montážní plochy zvlášť)  Tyto formáty jsou určené pro uložení projektu a jeho následnou úpravu.   Formáty pro export:

V Illustatoru lze exportovat hotový projekt či jeho jednotlivé složky v 14 formátech:
- AutoCAD Drawing (dwg)
- AutoCAD Interchange File (dxf)
- BMP (bmp)
- CSS (css)
- Enhanced Metafile (emf)
- JPEG (jpg)
- Macintosh PICT (pct)
- Photoshop (psd)
- PNG (png)
- Targa (tga)
- Text Format (txt)
- TIFF (tif)
- Windows Metafile (wmf) Některé formáty umožní projekt následně upravovat v Illustatoru a dalších aplikacích, exportovat montážní plochy zvlášť, ukládat projekty s průhledným pozadím atd. [9]

## Lokalizace
Adobe Illustrator podporuje tyto jazyky: angličtinu, španělštinu, francouzštinu, nizozemštinu, češtinu, dánštinu, němčinu, estonštinu, italštinu, lotyštinu, litevštinu, maďarštinu, norštinu, polštinu, portugalštinu, rumunštinu, slovinštinu, slovenštinu, finštinu, švédštinu, turečtinu, bulharštinu, ruštinu, ukrajinštinu, arabštinu, hebrejštinu, thajštinu, čínštinu (tradiční a zjednodušenou), japonštinu a korejštinu.